# Prosthenorchis fraterna
Espèce
Synonymes
- Oncicola fraterna Baer, 1959 - protonyme

Prosthenorchis fraterna est une espèce d'acanthocéphales de la famille des Oligacanthorhynchidae. 
C'est un parasite digestif du Léopard,.